# Илир Гьони
Илир Гьони (на албански: Ilir Gjoni) е албански политик, министър на отбраната от през 2000 и министър на вътрешните работи от 2000 до 2002 година в правителствата на Илир Мета.

## Биография
Илир Гьони е роден на 20 април 1962 година в град Тирана, Албания, в семейството на Джелил Гьони от Макелари, бивш секретар на Централния комитет на Албанската партия на труда. Гьони е близък със Сали Бериша, бивш президент, бивш премиер и лидер на Демократическата партия в Албания.
Илир Гьони е министър на отбраната от 7 юли 2000 до 8 ноември 2000 и министър на вътрешните работи от 8 ноември 2000 до 22 февруари 2002 година. Назначен е за вътрешен министър след уволненето на Спартак Почи и общо пренареждане на кабнета. Гьони организира увеличаване на отбранителната способност на Албания на границата ѝ с Република Черна гора след Албанско-югославския граничен инцидент от април 1999 година.
На 7 септември 2000 година Гьони подписва меморандум за споразумение с правителствата на Съединените американски щати, Германия и Норвегия, в който правителството на Албания обещава да унищожи над 130 000 оръжия, събрани от цивилното население на страната, както и излишни военни оръжия в опит да се разоръжат следконфликтните страни, да намалят напрежението на Балканите и да намалят незаконната търговия с малки оръжия.
През 2010 година Гьони служи като заместник-председател на Парламента на Албания и като член на Комисията за национална сигурност на Албания.
Наследявайки Мехмет Елези, той е албански посланик в Берн, Швейцария от 2013 г.